# لانسلوت رویل
لانسلوت رویل (انگلیسی: Lancelot Royle؛ ۳۱ مه ۱۸۹۸ – ۱۹ ژوئن ۱۹۷۸) ورزشکار دو و میدانی، و اهالی کسب‌وکار اهل بریتانیا بود.